# Vardenafil
Vardenafil (INN) is een geneesmiddel voor de behandeling van erectiestoornis. Het werd ontwikkeld door Bayer en is commercieel verkrijgbaar in producten met de merknaam Levitra, als tabletten met 5, 10 of 20 mg vardenafil als hydrochloride.
De chemische structuur van vardenafil gelijkt op die van sildenafil (Viagra), en ook de indicaties en contra-indicaties zijn gelijkaardig. Vardenafil, sildenafil, avanafil (Spedra) en tadalafil (Cialis) zijn fosfodiesterase type 5 (PDE5)-inhibitoren: ze blokkeren de werking van dit enzym, dat cyclisch guanosinemonofosfaat (cGMP) afbreekt. cGMP ontstaat tijdens seksuele stimulatie en veroorzaakt een verslapping van de gladde spieren in de zwellichamen van de penis, en bij een hogere concentratie aan cGMP kan er meer bloed in de penis stromen en een betere erectie ontstaan. Het middel begint te werken 15 à 25 minuten na inname van een tablet en de werking duurt 4 à 5 uur.